# Грабовец (Тернопольская область)
Грабовец (укр. Грабовець) — село в Великогаевской сельской общине Тернопольского района Тернопольской области Украины.
Население по переписи 2001 года составляло 849 человек. Почтовый индекс — 47743. Телефонный код — 352.